# Psychotria langbianensis
Psychotria langbianensis är en måreväxtart som beskrevs av Herbert Fuller Wernham. Psychotria langbianensis ingår i släktet Psychotria och familjen måreväxter. Inga underarter finns listade i Catalogue of Life.